# Coalition pour les innovations en matière de préparation aux épidémies
La Coalition pour les innovations en matière de préparation aux épidémies (en anglais : Coalition for Epidemic Preparedness Innovations (CEPI)) est une fondation dotée par des dons provenant d'États, d'organisations philanthropiques et d'organisations de la société civile. 
Elle a été constituée en vue du financement de projets de recherche indépendant pour mettre au point des vaccins contre les épidémies dues à des agents infectieux émergents. Les agents infectieux sur lesquels elle travaille sont : les coronavirus MERS-CoV et SARS-CoV-2 (à l'origine de la pandémie de Covid-19), le virus de Nipah (NiV), le Virus de Lassa, le virus de la fièvre de la vallée du Rift, ainsi que le virus du chikungunya. Dans ses statuts, la CEPI prévoit que ses investissements conduisent un accès juste et équitable au vaccin nécessaire au contrôle de l'explosion d'une pandémie. Cette clause a conduit les grandes entreprises pharmaceutiques à refuser de participer à la coalition.
La première ébauche de la CEPI est élaborée en 2015, et la coalition est officiellement créée à l'occasion du forum économique mondial de Davos en 2017. Elle a été dotée d'un fonds de 460 millions de dollars américains par la fondation Bill-et-Melinda-Gates, la fondation Wellcome Trust et un ensemble de pays, en particulier la Norvège, le Japon et l'Allemagne. En 2019, l'Union européenne s'associe à la coalition, suivi en 2020 du Royaume-Uni. Le siège est situé à Oslo en Norvège. En 2017, la revue scientifique Nature écrit : « la coalition est de loin l'initiative la plus importante constituée pour lutter contre des virus qui sont des menaces potentielles pour de nouvelles pandémies ». En 2020, la CEPI a été considérée comme l'organisme le mieux armé pour mettre au point un vaccin pour lutter contre la Covid-19.

## Histoire

### Origines
L'idée de la CEPI a été lancée pour la première fois en juillet 2015 par un article publié dans la revue médicale New England Journal of Medicine par Jeremy Farrar (en), directeur de la fondation Wellcome Trust, Stanley Plotkin (un des découvreurs du vaccin contre la rougeole) et Adel Mahmoud (en) (découvreur du vaccin contre le papillomavirus humain (HPV) et du vaccin contre le rotavirus). 
Le projet a été approfondi à l'occasion du Forum économique mondial de Davos en 2016 alors qu'on cherchait une solution pour mettre à disposition un vaccin contre l'épidémie d'Ebola qui sévissait en Afrique de l'Ouest. À cette occasion, le philanthrope Bill Gates affirme : « les entreprises pharmaceutiques n'apporteront pas de solution car c'est une épidémie peu fréquente et quand elle survient, ils ne pourront pas vendre le vaccin à un prix permettant d'amortir les énormes investissements de recherche nécessaires ». Certains laboratoires pharmaceutiques ont soutenu la création de la CEPI, en particulier GlaxoSmithKline en la personne d'Andrew Witty son directeur général. Il a expliqué « quand le téléphone rouge sonne dans notre division vaccin pour une urgence médicale, c'est vraiment terrible ! Les gens ne comprennent pas que nous n'avons pas de capacité de production disponible pour un nouveau vaccin en ce moment ».

### Création
La CEPI est officiellement créée à l'occasion du Forum mondial de Davos en 2017, avec une dotation initiale de 460 millions $US apportées par des gouvernements comme la Norvège, le Japon et l'Allemagne et de grandes fondations philanthropiques comme le Wellcome trust et la fondation Bill-et-Melinda-Gates. L'Inde rejoint la coalition peu de temps après. L'objectif était d'être capable de produire un vaccin en moins d'un an alors que le développement habituel est plutôt de 10 ans. La cible était de développer des vaccins pour des virus connus pour leur potentiel à déclencher des épidémies. Les virus ciblés sont le MERS, les virus de Lassa, de Marburg, de Nipah, Ebola et Zika. Le médecin norvégien John-Arne Røttingen, ancien responsable du comité de pilotage pour les essais concernant la fièvre d'Ebola, est choisi pour la diriger. Le siège a été fixé à l'institut de santé publique de Norvège à Oslo.
En avril 2017, Richard J. Hatchett, ancien directeur de l'agence américaine pour la recherche avancée dans le domaine biomédical BARDA, est désigné directeur général à temps plein de la coalition.
En avril 2017, la CEPI ouvre un bureau à Londres, puis en octobre 2017 un bureau à Washington.

### Vaccin contre la Covid-19
Le 23 janvier 2020, la CEPI annonce des investissements à plusieurs institutions pour combattre le coronavirus SARS-CoV-2 par le développement d'un vaccin. En mars 2020, les chefs d’État et de gouvernement du G7 donnent leur appui à cette initiative dans une déclaration commune. En avril 2020, le Canada accorde 40 millions de dollars à la Coalition pour l'aider dans cette tâche.